# There You'll Be
There You'll Be é um single da cantora Faith Hill, lançado em 2001, essa canção faz parte da trilha sonora oficial do filme Pearl Harbor.